# René Gockinga
Joseph René Gockinga (Padang (Nederlands-Indië), 21 september 1893 - Amsterdam, 11 mei 1962) was een Nederlands kunstenaar.

## Familie
Gockinga was een lid van de patricische familie Gockinga en zoon van mr. Campegius Hermannus Gockinga (1857-1916) en Sally Boon (1868-1938). Hij had twee zussen: Sally Andrea Gockinga (1894-), getrouwd met Jan Willem Ferman (1881-1949); en Hermanna Cathérine Angélique Gockinga (1900-), getrouwd met Otto Willem Hendrik Jacobus van Tussenbroek (1895-).

## Biografie
Gockinga was tekenaar, schilder en boekillustrator en een zeldzaam geval van een Indonesisch symbolistisch kunstenaar. Over zijn leven en werk is vooralsnog weinig bekend. Hij was een leerling van Hendrik Maarten Krabbé. Gockinga werd aanvankelijk sterk beïnvloed door Aubrey Beardsley en Carel de Nerée tot Babberich wat duidelijk blijkt uit zijn tekeningen van rond 1915. In 1917 heeft hij een kleine expositie van de in deze trant gemaakte werken gehad in kunsthandel d'Audretsch in Den Haag. In een bespreking hiervan in Elseviers Maandschrift  werd ondanks deze duidelijke invloeden erkend dat er wel degelijk oorspronkelijk talent bij Gockinga aanwezig was. Tot 1919 woonde en werkte hij in Wageningen en Den Haag.
Rond 1920 verbleef hij in Indië. De na deze periode gemaakte werken zijn meer in een art-decostijl en hebben meer Indische onderwerpen en thematiek. Ook illustreerde hij enige Amerikaanse boekuitgaven. Hij wordt weleens verward met de beroemde erotische boekillustrator Martin Van Maele.

## Werken (selectie)
- Vrouw met kandelaar
- Bachanaal
- Zedemeester
- De bruid
- De tuin der lusten
- Salomé
- Le vampire